# Polymerus wheeleri
Polymerus wheeleri är en insektsart som beskrevs av Henry 1979. Polymerus wheeleri ingår i släktet Polymerus och familjen ängsskinnbaggar. Inga underarter finns listade i Catalogue of Life.